# Mondonville
 Mondonville  es una población y comuna francesa, en la región de Mediodía-Pirineos, departamento de Alto Garona, en el distrito de Toulouse y cantón de Blagnac.

## Demografía
| 525 | 643 | 1029 | 1245 | 1366 | 1900 |
| Para los censos de 1962 a 1999 la población legal corresponde a la población sin duplicidades (Fuente: INSEE [Consultar]) |     |      |      |      |      |

## Monumentos

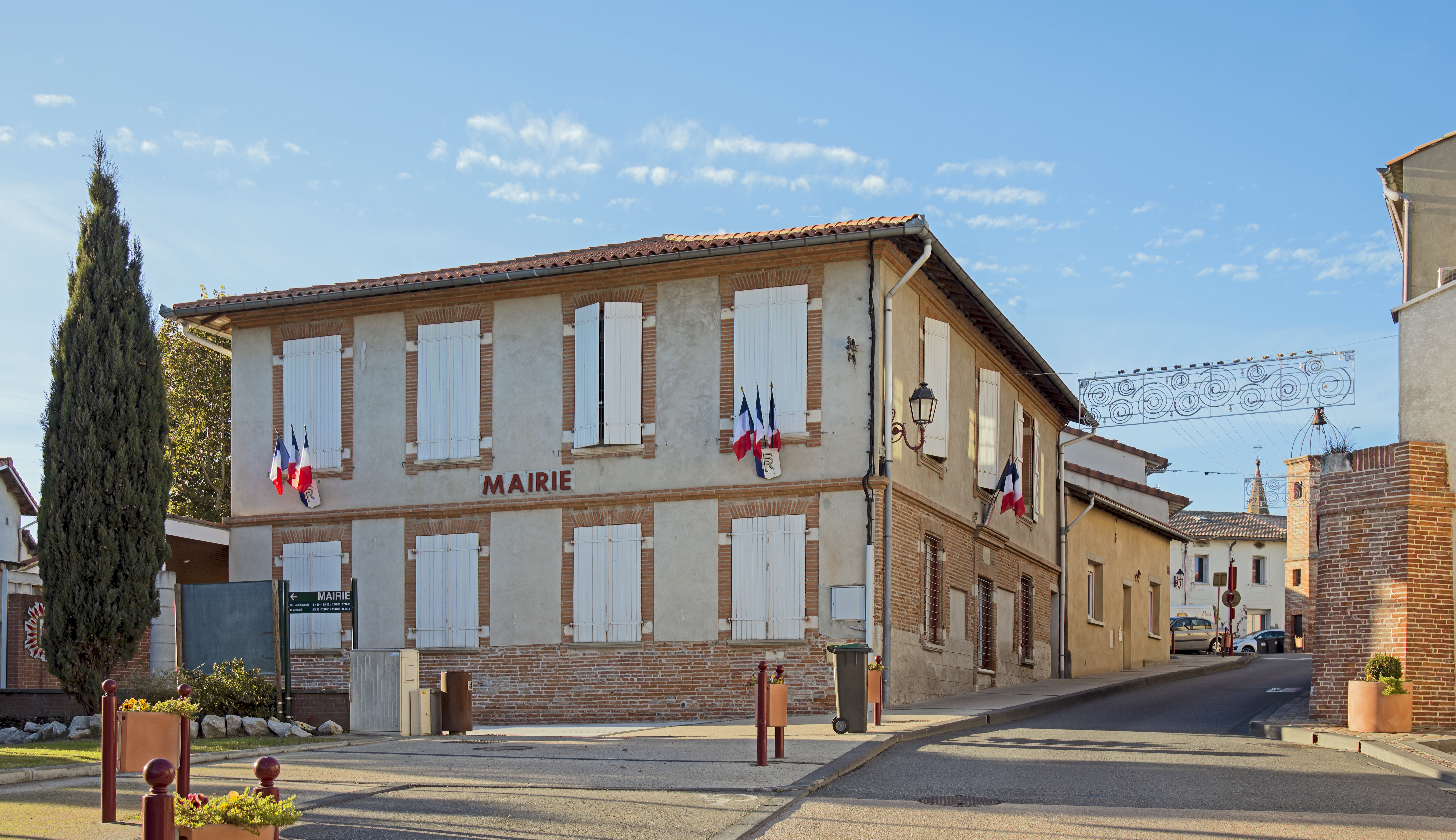
Ayuntamiento
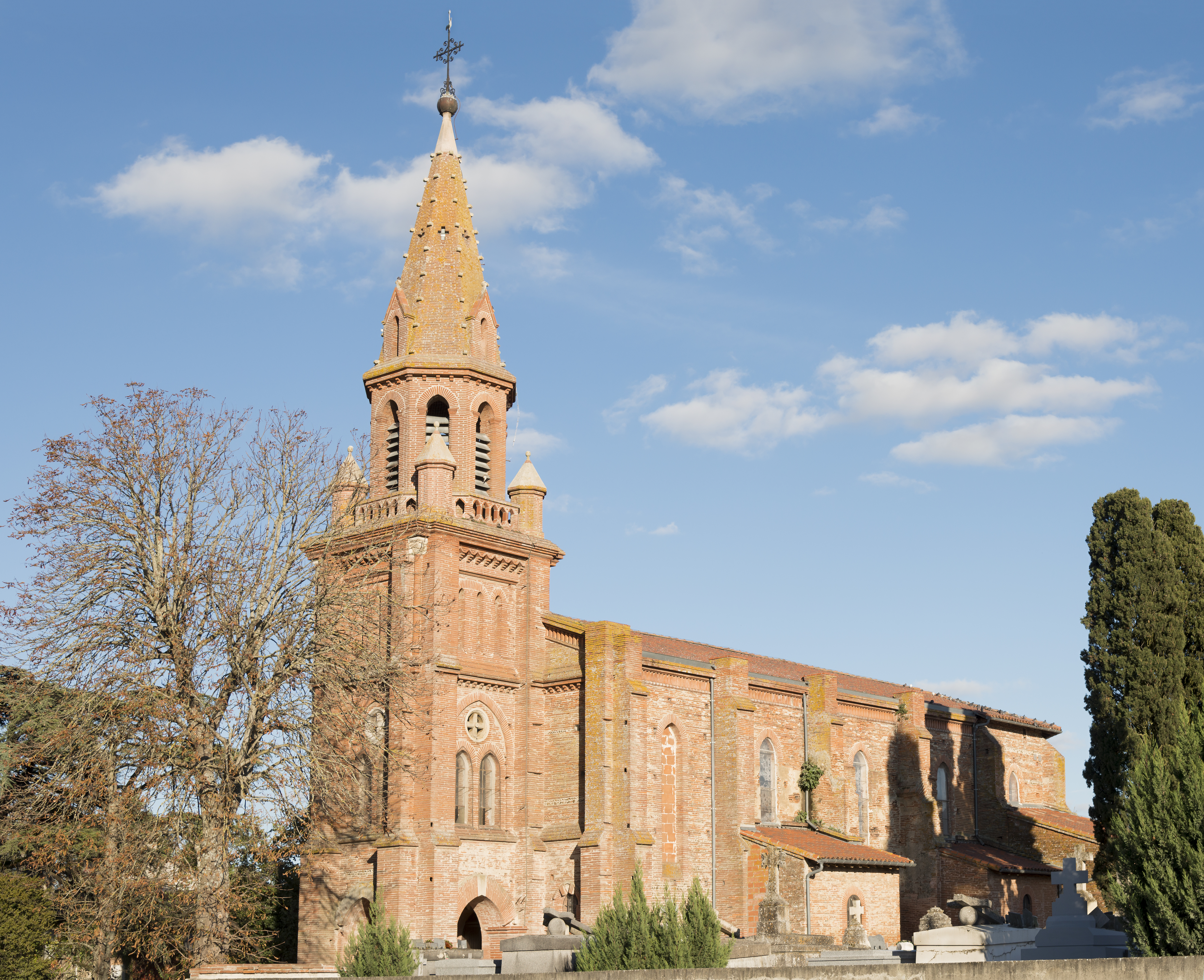
Iglesia Saint-Pierre-ès-Liens
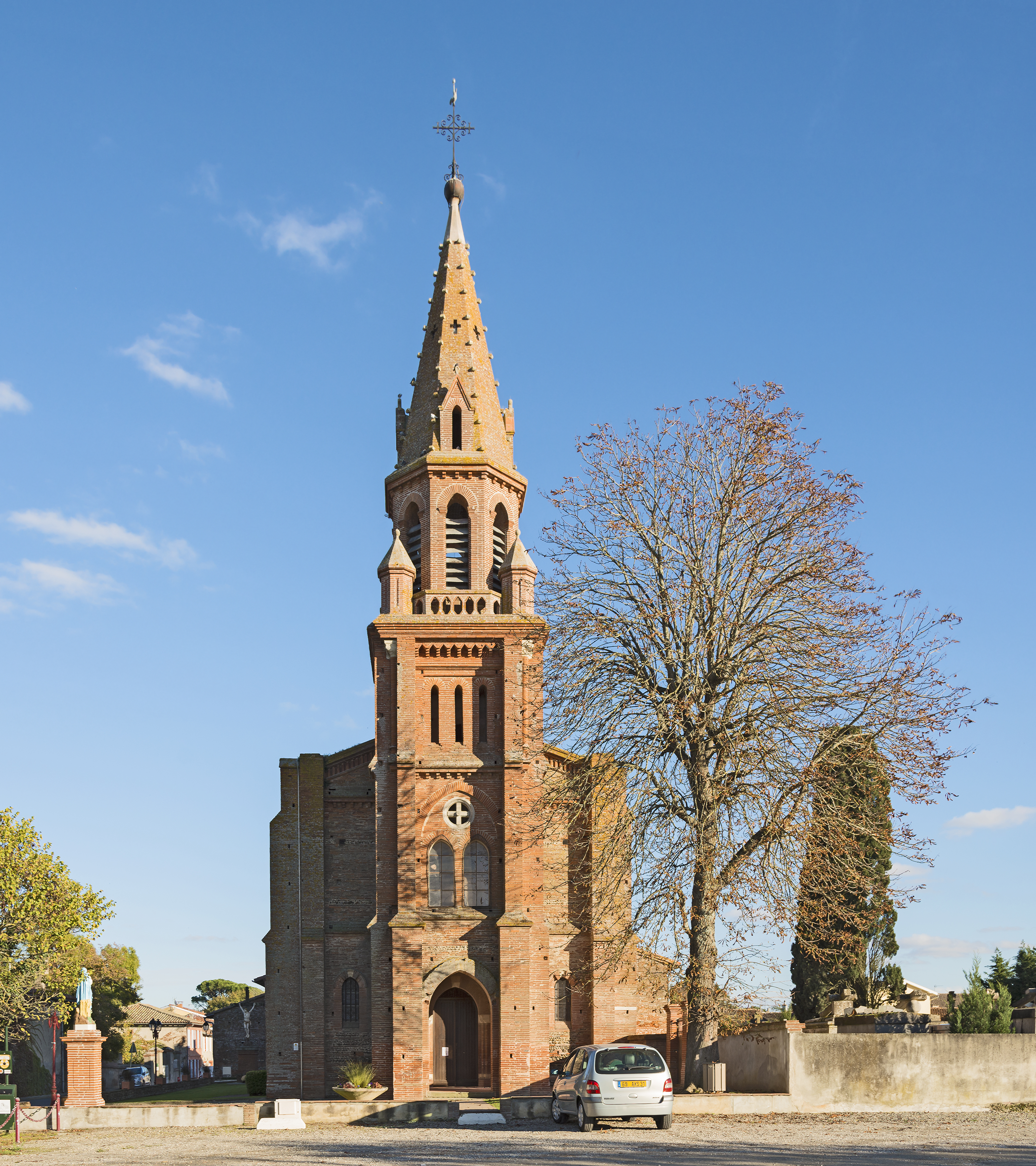